# Trudna
Trudna (dawniej niem. Kappe) – wieś krajeńska w Polsce położona w województwie wielkopolskim, w powiecie złotowskim, w gminie Lipka.
Przed II wojną światową na rzece Debrzynce działały w okolicach Trudnej dwa młyny wodne. 
W czasie walk o Wał Pomorski na początku 1945 wycofujący się Niemcy wysadzili most na Debrzynce i kaszarnię oraz gospodarstwo młynarza przy drodze Trudna-Rozwory.
Dzisiaj stoją ruiny po owym młynie, kaszarni i gospodarstwie.
W latach 1975–1998 miejscowość administracyjnie należała do województwa pilskiego.